# Savigny (Švýcarsko)
Savigny je obec v západní (frankofonní) části Švýcarska, v kantonu Vaud, v okrese Lavaux-Oron. Žije zde přibližně 3 400 obyvatel.

## Geografie

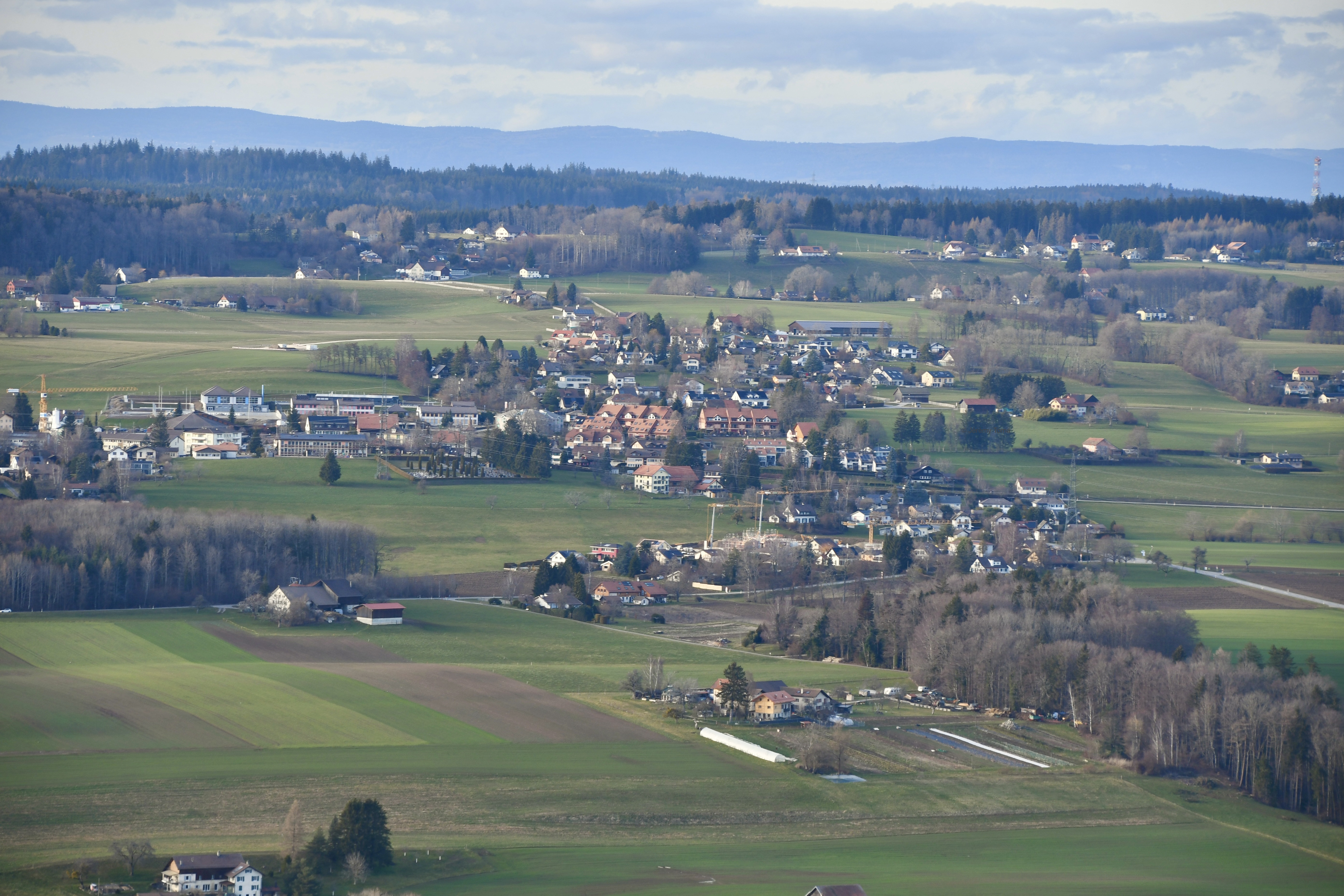
Celkový pohled na obec

Savigny leží v nadmořské výšce 793 m, vzdušnou čarou 8 km východně od hlavního města kantonu, Lausanne. Obec s výrazně rozptýlenou zástavbou se rozkládá na mírně jihovýchodně se svažujícím svahu na náhorní plošině jihovýchodně od oblasti Jorat, v panoramatické poloze vysoko nad hladinou Ženevského jezera na okraji Švýcarské plošiny.
Území obce o rozloze 16,0 km² pokrývá část molasové výšiny Jorat. Samotná obec leží přímo na rozvodí mezi povodím Rhôny a Rýna, které se nachází jen několik kilometrů severně od Ženevského jezera. Oblast je odvodňována na jihozápadě směrem k Ženevskému jezeru různými toky, konkrétně Lutrive, Paudèze a jejich přítoky Chandelar a Ruisseau de Pierre Ozaire. Potůčky Bressonne a Grenet, které pramení v severovýchodní části obce, se vlévají do Broye v povodí Rýna. Celá oblast Savigny leží na širokém hřebeni náhorní plošiny Jorat, která vrcholí v 906 m n. m. v La Goille, nejvyšším bodě obce. Na severu zasahuje území obce do rozsáhlé lesní oblasti Bois du Grand Jorat (až 897 m n. m.). V roce 1997 bylo 11 % území obce tvořeno zastavěnou plochou, 30 % lesy a lesními porosty a 59 % zemědělstvím.
Savigny zahrnuje osady Claie aux Moines (804 m n. m.), Les Humbert (847 m n. m.), Le Martinet (866 m n. m.), La Goille (882 m n. m.), Mollie Margot (830 m n. m.), La Branche (855 m n. m.), Nialin (861 m n. m.) a Grémaudet (768 m n. m.), které se nacházejí na náhorní plošině Jorat, a také velké množství jednotlivých farem. Sousedními obcemi Savigny jsou Lausanne, Montpreveyres, Servion, Forel (Lavaux), Bourg-en-Lavaux, Lutry, Belmont-sur-Lausanne a Pully.

## Historie

Letecký pohled (1958)

První písemná zmínka o obci pochází z roku 1228 a nese název Savinie. Později se objevily názvy Savignie (1267) a Saguignie (1274), Savignetum (1300) a Savigny (1453). Název místa je snad odvozen od galsko-římského kolonisty jménem Sabinus nebo Savin(i)us. Název mohl být také převzat od francouzského opatství Savigny-en-Lyonnais, které založilo převorství v sousedním Lutry.
Od středověku spadalo Savigny pod jurisdikci biskupa z Lausanne. Od roku 1490 až do doby krátce před reformací zde žila františkánská komunita. Po dobytí Vaudu Bernem v roce 1536 přešlo Savigny pod správu panství Lausanne. Po pádu Staré konfederace patřila obec v letech 1798–1803 během Helvétské republiky ke kantonu Léman, který byl poté po vstupu v platnost Ústavy o zprostředkování sloučen s kantonem Vaud. V roce 1798 byla přiřazena k okresu Lavaux. Teprve v roce 1825 se Savigny oddělilo od větší obce Lutry a stalo se politicky samostatnou obcí.

## Obyvatelstvo
| Rok            | 1850 | 1900 | 1910 | 1930 | 1950 | 1960 | 1970 | 1980 | 1990 | 2000 |
| Počet obyvatel | 1042 | 1072 | 1088 | 978  | 960  | 884  | 1508 | 2339 | 2970 | 3084 |

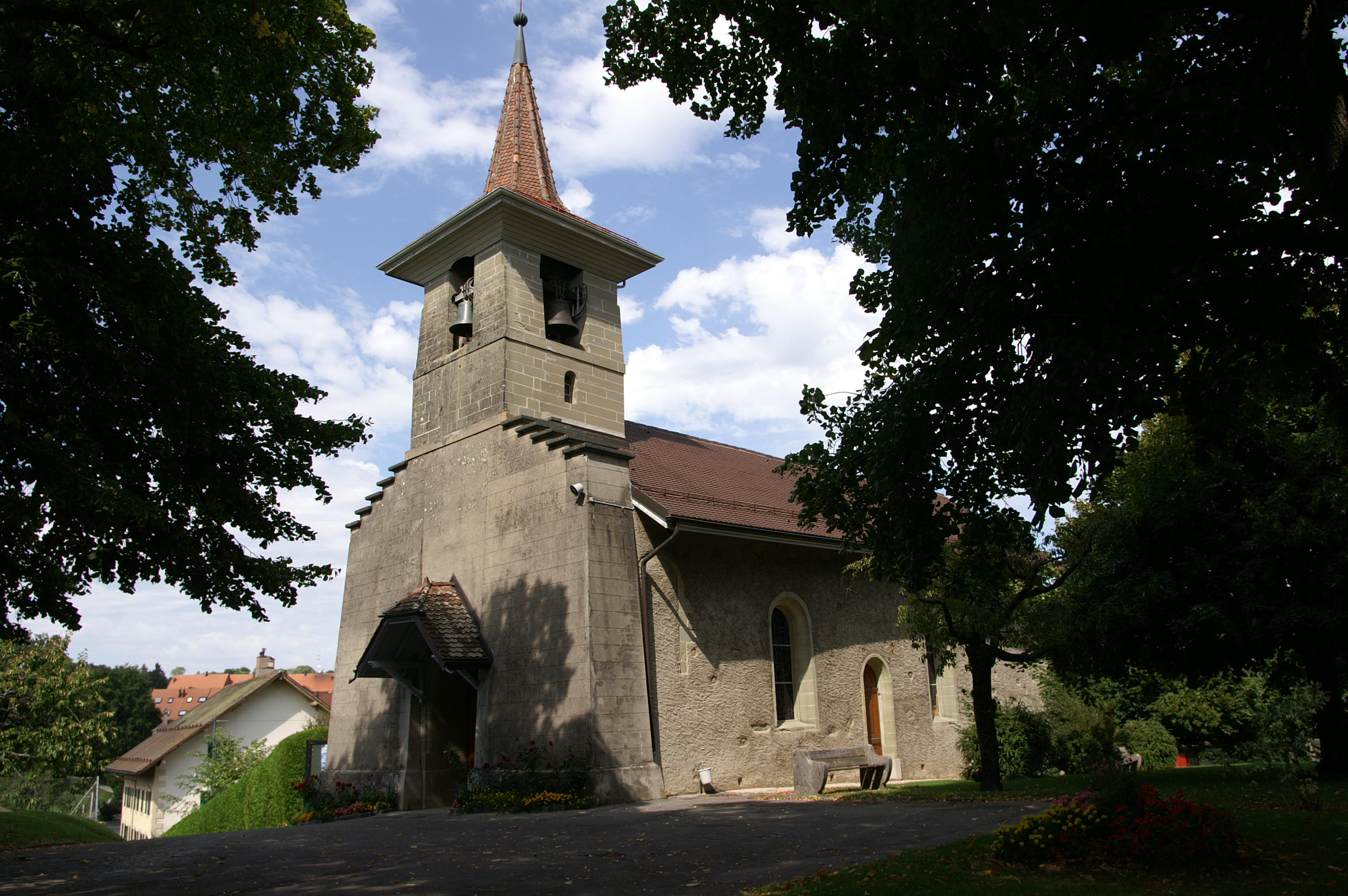
Kostel

86,5 % obyvatel hovoří francouzsky, 7,5 % německy a 1,6 % anglicky (stav v roce 2000). V roce 1900 žilo v Savigny přes 1000 obyvatel. Poté došlo k trvalému vystěhovalectví, které vedlo k poklesu počtu obyvatel na 884 v roce 1960. Od té doby počet obyvatel prudce vzrostl a během 30 let se počet obyvatel ztrojnásobil. Kolem různých bývalých zemědělských osad, zejména v Mollie Margot, La Goille, Les Humbert a Claie aux Moines, vznikly větší čtvrti rodinných domů, což vedlo k rozrůstání městské zástavby v celé oblasti.

## Hospodářství
Až do druhé poloviny 20. století bylo Savigny především zemědělskou obcí. I dnes hraje zemědělství, mlékárenství, chov dobytka a lesnictví roli ve struktuře zaměstnanosti obyvatelstva.
Další pracovní příležitosti jsou k dispozici v oblasti obchodu a služeb. Větší průmyslové areály byly od 80. let 20. století vybudovány v Claie aux Moines a Savigny. Ve městě působí firmy z oblasti stavebnictví, informačních technologií, elektrotechniky, dopravy a zahradnictví. V polovině 80. let 20. století bylo otevřeno nové společenské centrum, v němž sídlí správní úřady a také divadlo. V Savigny se nachází také škola Rudolfa Steinera a domov pro osoby se zdravotním postižením. V posledních desetiletích se obec rozvíjí jako rezidenční obec v návaznosti na Lausanne. Mnoho zaměstnanců dojíždí za prací především do Lausanne a do oblasti Vevey a Montreux.

## Doprava
Obec má dobré dopravní spojení. Leží na hlavní silnici z Lausanne přes Oron-la-Ville do Bulle. Nejbližší dálniční křižovatky na dálnici A9 (Lausanne–Sion), která byla otevřena v roce 1974, jsou v Belmontu (asi 4 km jihozápadně) a Chexbres (asi 8 km jihovýchodně). Savigny je napojeno na síť veřejné dopravy autobusovou linkou 65 společnosti Transports publics de la région Lausannoise, která jezdí z Lausanne do Servionu.